# Cavellina
Cavellina is een geslacht van uitgestorven kreeftachtigen uit de klasse van de Ostracoda (mosselkreeftjes).

## Soorten
- Cavellina (Cavellina) chvorostanensis Polenova, 1953 †
- Cavellina (Cavellina) depressa Polenova, 1953 †
- Cavellina (Cavellina) ertangensis Wang (Shang-Qi), 1983 †
- Cavellina (Cavellina) pararalla Wang (Shang-Qi), 1983 †
- Cavellina (Cavellina) submagna Wang (Shang-Qi), 1983 †
- Cavellina (Cavellina) tolstichinae Polenova, 1953 †
- Cavellina (Invisibila) explicata (Egorova, 1956) Polenova, 1966 †
- Cavellina (Invisibila) fabaria Polenova, 1974 †
- Cavellina (Invisibila) globosa Averjanov, 1968 †
- Cavellina (Invisibila) heckeri Polenova, 1966 †
- Cavellina (Invisibila) indicens (Zaspelova, 1959) Polenova, 1966 †
- Cavellina (Invisibila) indistincta (Polenova, 1955) Polenova, 1960 †
- Cavellina (Invisibila) kamyshenkiensis Polenova, 1968 †
- Cavellina (Invisibila) orbicularis Polenova, 1974 †
- Cavellina (Invisibila) porrecta Polenova, 1960 †
- Cavellina (Invisibila) ralla Polenova, 1960 †
- Cavellina (Invisibila) symmetrica Polenova, 1974 †
- Cavellina (Invisibila) tortschinensis Gurevich, 1972 †
- Cavellina abramovensis Nechaeva, 1968 †
- Cavellina accurata Polenova, 1952 †
- Cavellina aequivalvis Crespin, 1945 †
- Cavellina aliquanta Jordan, 1959 †
- Cavellina altoides Payne, 1937 †
- Cavellina anterolata Wang & Shi, 1982 †
- Cavellina applanata Kummerow, 1939 †
- Cavellina arcuata Coryell & Rogatz, 1932 †
- Cavellina artschedensis Nechaeva, 1968 †
- Cavellina attenuata (Jones & Kirkby, 1886) Posner, 1951 †
- Cavellina baltica Sarv, 1977 †
- Cavellina batalinae Zaspelova, 1959 †
- Cavellina benniei (Jones, Kirkby & Brady, 1884) Posner, 1951 †
- Cavellina bisecta Bradfield, 1935 †
- Cavellina bisulcifera Abushik, 1982 †
- Cavellina bransoni (Morey, 1935) Oooper, 1941 †
- Cavellina buchanensis Kroemmelbein, 1954 †
- Cavellina caduca McGill, 1963 †
- Cavellina cavellinoides (Bradfield, 1935) Cooper, 1946 †
- Cavellina cavernarum Kroemmelbein, 1954 †
- Cavellina changyangensis Sun (Quan-Ying), 1984 †
- Cavellina chasensis Kellett, 1935 †
- Cavellina chumischiensis Buschmina, 1968 †
- Cavellina clara Polenova, 1955 †
- Cavellina coela (Rome, 1973) Becker & Bless, 1974 †
- Cavellina completa Ershova, 1968 †
- Cavellina congruens Cooper, 1941 †
- Cavellina cornuta (Krause, 1891) Neckaja, 1973 †
- Cavellina cornuta Buschmina, 1968 †
- Cavellina coryelli Croneis & Gale, 1939 †
- Cavellina croneisi Coryell & Rozanski, 1942 †
- Cavellina cumingsi Payne, 1937 †
- Cavellina cuneata Coryell & Malkin, 1936 †
- Cavellina cuneiformis Wang & Shi, 1982 †
- Cavellina curta Pranskevichius, 1972 †
- Cavellina czarnockii Olempska, 1979 †
- Cavellina daubeana (Bradfield, 1935) Cooper, 1946 †
- Cavellina dentata Kummerow, 1953 †
- Cavellina devoniana Egorov, 1950 †
- Cavellina dignitosa Gorak, 1985 †
- Cavellina dispar Cooper, 1941 †
- Cavellina dorsopterona Sun, 1978 †
- Cavellina dubia Abushik, 1980 †
- Cavellina echidnae Posner, 1979 †
- Cavellina edmistonae (Harris & Lalicker, 1932) Kellett, 1935 †
- Cavellina effecta Abushik, 1982 †
- Cavellina egorovi Schischkinskaja, 1959 †
- Cavellina eichwaldi Posner, 1979 †
- Cavellina elliptica Sun (Quan-Ying), 1984 †
- Cavellina ellipticalis Hamilton, 1942 †
- Cavellina elongata Kummerow, 1953 †
- Cavellina epichinensis Egorov, 1950 †
- Cavellina equalis Coryell, 1928 †
- Cavellina ertangensis Wang (S.), 1983 †
- Cavellina exigua Kummerow, 1939 †
- Cavellina exila Cooper, 1941 †
- Cavellina expansa Bradfield, 1935 †
- Cavellina fabacea Abushik, 1977 †
- Cavellina famenskaia Schischkinskaja, 1964 †
- Cavellina firma Schneider, 1966 †
- Cavellina fittsi Kellett, 1935 †
- Cavellina footei (Coryell & Booth, 1933) Cooper, 1946 †
- Cavellina forschi Posner, 1951 †
- Cavellina fragilis Loranger, 1963 †
- Cavellina frolovia Schischkinskaja, 1964 †
- Cavellina geisi (Croneis & Gale, 1939) Cooper, 1941 †
- Cavellina gigantea Nechaeva, 1968 †
- Cavellina glandella (Whitfield, 1882) Geis, 1932 †
- Cavellina globifera Polenova, 1974 †
- Cavellina globra Sun, 1978 †
- Cavellina gracilis Schneider, 1966 †
- Cavellina grandis Schneider, 1959 †
- Cavellina guangxiensis Zhang (K.), 1982 †
- Cavellina healdianellaeformis Polenova, 1953 †
- Cavellina hoeniri Coryell & Johnson, 1939 †
- Cavellina hunanensis Sun, 1978 †
- Cavellina hupehensis Hou, 1955 †
- Cavellina idonea (Abushik, 1968) Zenkova, 1977 †
- Cavellina incurvescens (Jones & Kirkby, 1886) Robinson, 1978 †
- Cavellina informa Zanina, 1956 †
- Cavellina insignita Gorak, 1971 †
- Cavellina insueta Pranskevichius, 1972 †
- Cavellina intermedia Bakharev & Kazmina, 1984 †
- Cavellina interposita Pranskevichius, 1972 †
- Cavellina ithunnae Coryell & Johnson, 1939 †
- Cavellina jiangyouensis Xie, 1983 †
- Cavellina kedrovkaensis Polenova & Noskova, 1986 †
- Cavellina kulnuraensis Crespin, 1945 †
- Cavellina laevis (Bradfield, 1935) Cooper, 1946 †
- Cavellina laevissima Bradfield, 1935 †
- Cavellina lata Coryell, 1928 †
- Cavellina latiovata Hou, 1955 †
- Cavellina lepida Kotschetkova, 1972 †
- Cavellina lethiersi Crasquin, 1985 †
- Cavellina librata Cooper, 1941 †
- Cavellina lintris Coryell & Sample, 1932 †
- Cavellina lirata (Bradfield, 1935) Cooper, 1946 †
- Cavellina longa Kotschetkova, 1972 †
- Cavellina longiovata Zhang & Zhao (Yi-Chun), 1983 †
- Cavellina longula Cooper, 1941 †
- Cavellina lovatica Zaspelova, 1959 †
- Cavellina maanshanensis Hou, 1954 †
- Cavellina macella Kummerow, 1953 †
- Cavellina macra Sun (Quan-Ying), 1984 †
- Cavellina magna Wang (S.), 1983 †
- Cavellina marmorea Kellett, 1935 †
- Cavellina mediocris Croneis & Thurman, 1939 †
- Cavellina melnicovae Nechaeva, 1968 †
- Cavellina mesodevonica Pokorny, 1951 †
- Cavellina minima Coryell, 1928 †
- Cavellina minuta Bradfield, 1935 †
- Cavellina missouriensis (Knight, 1928) Scott, 1944 †
- Cavellina mocki Kozur, 1985 †
- Cavellina moorei Harris & Jobe, 1956 †
- Cavellina muhlenbergensis Scott, 1944 †
- Cavellina mui Hou, 1954 †
- Cavellina nebrascensis (Geinitz, 1866) †
- Cavellina nebrascensis (Geinitz, 1866) Kellett, 1935 †
- Cavellina nipponica Ishizaki, 1964 †
- Cavellina obesa Wang (S.), 1983 †
- Cavellina oblonga Guan, 1978 †
- Cavellina olenekensis Zanina, 1968 †
- Cavellina ostraviensis Pribyl, 1958 †
- Cavellina ovalis Croneis & Funkhouser, 1939 †
- Cavellina ovatiformis (Ulrich, 1891) Cooper, 1941 †
- Cavellina ovatoelongata Pribyl, 1962 †
- Cavellina oviformis Abushik, 1960 †
- Cavellina ovoidiformis (Harlton, 1928) Cooper, 1946 †
- Cavellina parallela Croneis & Gutke, 1939 †
- Cavellina paraquaesita Swartz, 1936 †
- Cavellina pararalla Wang (S.), 1983 †
- Cavellina parva Cooper, 1941 †
- Cavellina parvula Zbikowska, 1983 †
- Cavellina permiana Kotschetkova, 1972 †
- Cavellina perplexa Croneis & Funkhouser, 1939 †
- Cavellina phaseolus Kummerow, 1953 †
- Cavellina placida Guan, 1978 †
- Cavellina placida Shi, 1964 †
- Cavellina plana Neckaja, 1958 †
- Cavellina planoloculata Swartz & Swain, 1941 †
- Cavellina plebius Jiang (Z. H.), 1983 †
- Cavellina polita Bradfield, 1935 †
- Cavellina polula Xie, 1983 †
- Cavellina postoflatilis Guan, 1978 †
- Cavellina postuma Becker, 1965 †
- Cavellina postunica Kozur, 1985 †
- Cavellina postvisnyoensis Kozur, 1985 †
- Cavellina primaria Sarv, 1977 †
- Cavellina probata Tschigova, 1958 †
- Cavellina problematica Samoilova & Smirnova, 1960 †
- Cavellina pseudoattenuata Ivanova (N.), 1980 †
- Cavellina pulchella Coryell, 1928 †
- Cavellina punctata (Batalina, 1941) Zaspelova, 1959 †
- Cavellina pusilla Samoilova, 1970 †
- Cavellina pygmea Samoilova & Smirnova, 1960 †
- Cavellina quasiattenuata Egorov, 1950 †
- Cavellina rara Samoilova & Smirnova, 1960 †
- Cavellina recta (Jones, Kirkby & Brady, 1884) Posner, 1951 †
- Cavellina rectangularis Jordan, 1959 †
- Cavellina redonica Crasquin-Soleau, 1989 †
- Cavellina reticulata Zaspelova, 1959 †
- Cavellina reversa Coryell, 1928 †
- Cavellina robusta Bradfield, 1935 †
- Cavellina rohrensis Becker, 1965 †
- Cavellina rugata Kummerow, 1953 †
- Cavellina saraica Zenkova, 1973 †
- Cavellina sargaevaensis Rozhdestvenskaya, 1972 †
- Cavellina savagei (Geis, 1932) Scott, 1944 †
- Cavellina schwyraevae Zanina, 1968 †
- Cavellina similis Kroemmelbein, 1954 †
- Cavellina sinensis Hou, 1955 †
- Cavellina songziensis Sun & Lin, 1988 †
- Cavellina sophiana Pribyl, 1958 †
- Cavellina spatulata Croneis & Gutke, 1939 †
- Cavellina sphenoformis Yi, 1990 †
- Cavellina sphenoidea Rome, 1973 †
- Cavellina spinosa Buschmina, 1959 †
- Cavellina spinosiformis Reschetnikova, 1959 †
- Cavellina spola Robinson, 1978 †
- Cavellina springsurensis Crespin, 1945 †
- Cavellina striata Wang & Shi, 1982 †
- Cavellina stricta Mikhailova, 1991 †
- Cavellina subaccurata Wang & Shi, 1982 †
- Cavellina subcirculata Wang (S.), 1983 †
- Cavellina subegorovi Zbikowska, 1983 †
- Cavellina subeichwaldi Buschmina, 1968 †
- Cavellina subelongata (Geinitz, 1861) Knuepfer, 1967 †
- Cavellina sublongula Zbikowska, 1983 †
- Cavellina submagna Wang (S.), 1983 †
- Cavellina subovata Coryell, 1928 †
- Cavellina subparallela (Jones, 1893) Hansch, 1992 †
- Cavellina subparallela Zaspelova, 1959 †
- Cavellina subplana Coryell & Malkin, 1936 †
- Cavellina subprobata Buschmina, 1968 †
- Cavellina subpulchella Coryell, 1928 †
- Cavellina subsymmetrica Wang (S.), 1983 †
- Cavellina subunica Belousova, 1965 †
- Cavellina suburalica Wang & Liu, 1992 †
- Cavellina sulcelloides Kroemmelbein, 1954 †
- Cavellina symmetrica (Payne, 1937) Cooper, 1946 †
- Cavellina taidonensis Buschmina, 1968 †
- Cavellina tambovensis Samoilova, 1951 †
- Cavellina teicherti Kroemmelbein, 1954 †
- Cavellina tewoensis Shi & Wang, 1987 †
- Cavellina tiaomajianensis Sun, 1978 †
- Cavellina tolmachoffi Schischkinskaja, 1964 †
- Cavellina tolstichinae Polenova, 1953 †
- Cavellina tongia (Coryell & Sample, 1932) Cooper, 1946 †
- Cavellina transitiva Pranskevichius, 1972 †
- Cavellina transversalis Kummerow, 1953 †
- Cavellina uchtensis Egorov, 1950 †
- Cavellina unica Kotschetkova, 1959 †
- Cavellina valida (Jones, Kirkby & Brady, 1884) Robinson, 1978 †
- Cavellina vilvaensis Polenova, 1955 †
- Cavellina visnyoensis Kozur, 1985 †
- Cavellina volgaensis Nechaeva, 1968 †
- Cavellina wadiai Jain, Bhatia & Gupta, 1972 †
- Cavellina wahlensis Coen, 1985 †
- Cavellina winfieldensis Upson, 1933 †
- Cavellina xiaobaensis Xie, 1989 †
- Cavellina xibeiensis Li (Zu-Wang), 1987 †
- Cavellina zhongpinensis Wang (S.), 1983 †
- Cavellina ziguiensis Sun (Quan-Ying), 1984 †